# LM-99

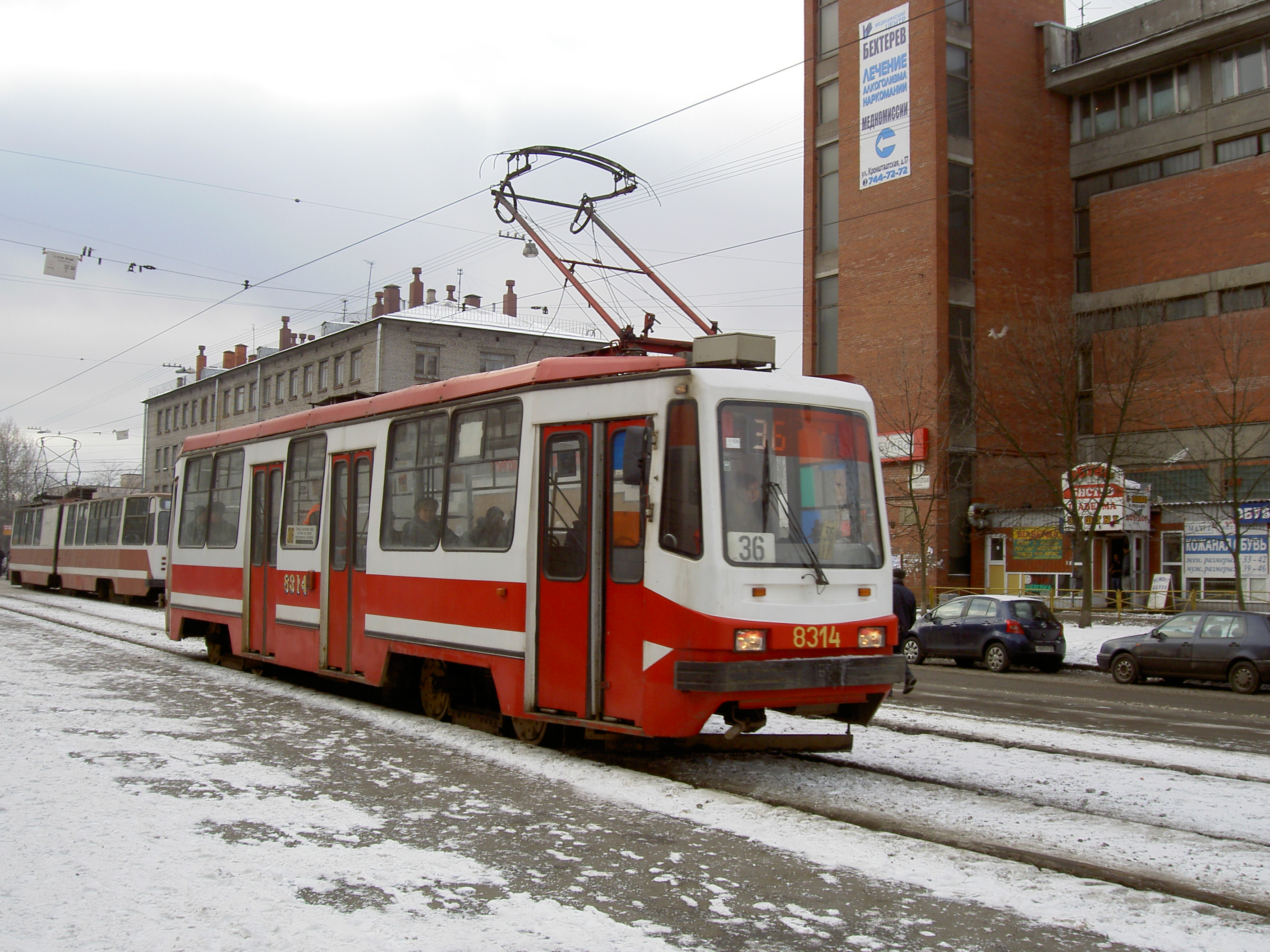
LM-99 v Petrohradu

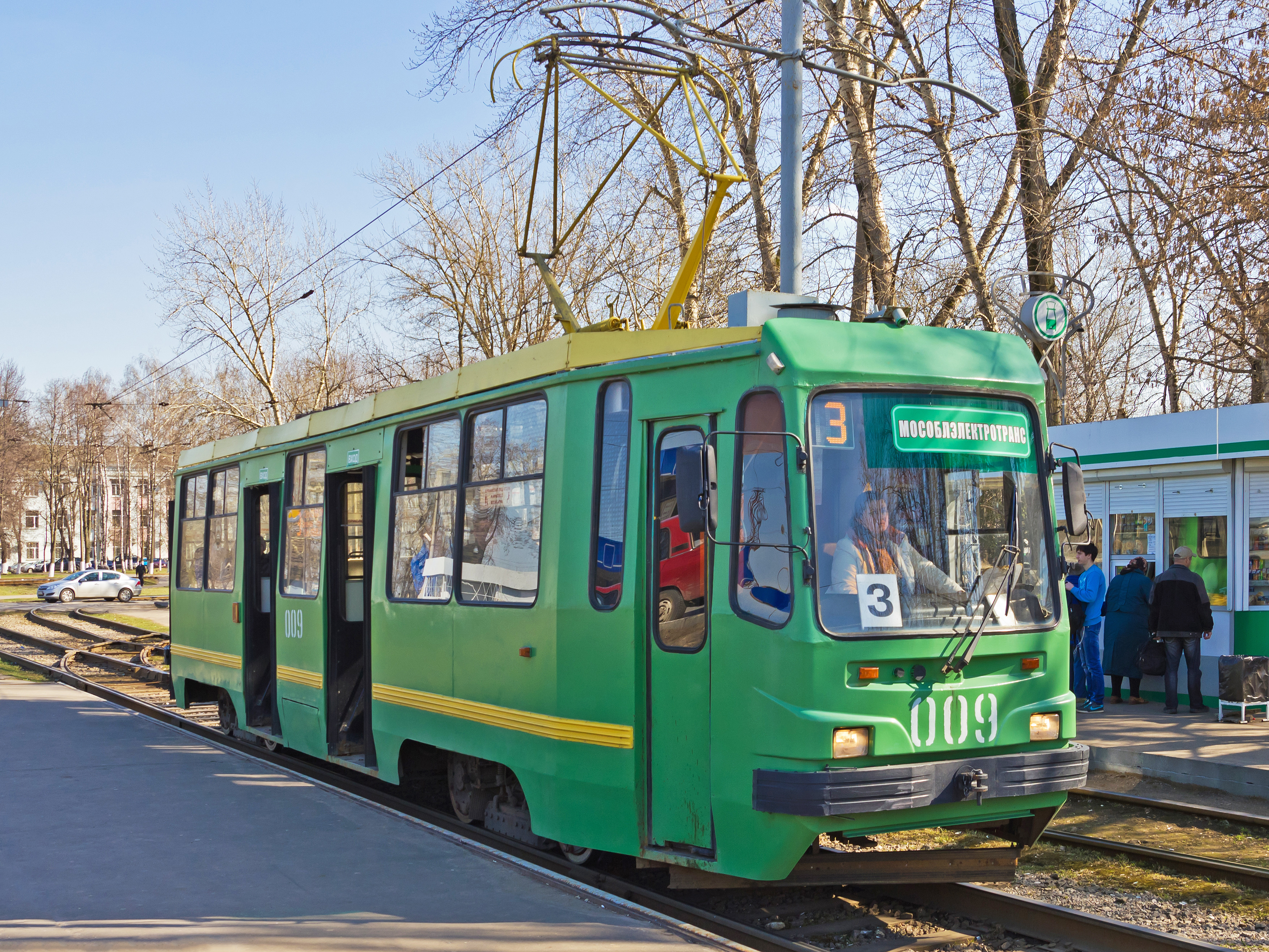
LM-99 v Kolomně

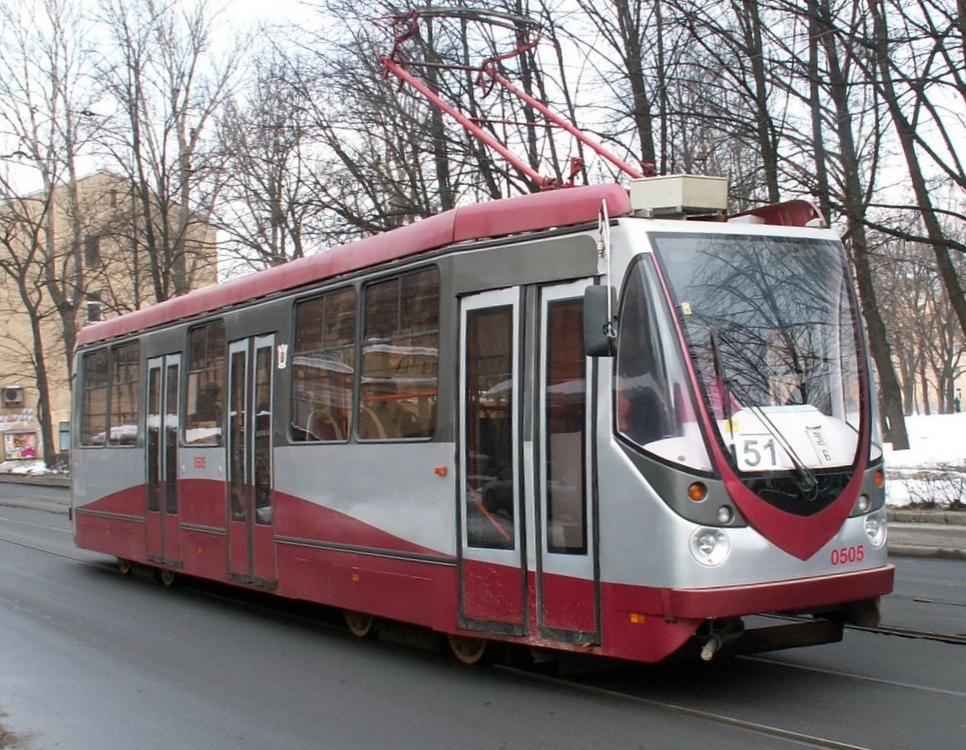
Modernizovaná LM-99A v Petrohradu

LM-99 (rusky ЛМ-99, podle unifikovaného označení 71-134) je model ruské čtyřdveřové tramvaje klasické koncepce (tj. s vysokou podlahou a délkou 15 m). První vůz tohoto typu opustil brány závodu v roce 1999; podle tohoto roku též získal i své označení. Model byl vyráběn v letech 1999–2008.
Jedná se o nejnovější produkt společnosti PTMZ, jenž se úspěšně rozšířil do ruských tramvajových provozů (na rozdíl od experimentálních typů LM-2000 a LVS-2005). Tuto tramvaj lze spatřit v mnohých městech, například v Moskvě, Petrohradu, Kazani, Kemerovu, Kolomně, Komsomolsku na Amure, Novosibirsku, Ossinikách, Salavatu, Smolensku a též i v Usť-Kamenogorsku. Tramvaje LM-99 byly vyrobeny v několika modifikacích:
- LM-99K (nejrozšířenější verze, jezdí v mnohých městech; tohoto typu se na počátku 21. století vyrobilo přes 100 kusů, většinou z nich disponuje Petrohrad).
- LM-99KE
- LM-99A
- LM-99AV (modernizované čelo tramvaje)
- LM-99AVN
- LM-99AEN